# Ron Canada
Ronald Ellis Canada, detto Ron (New York, 3 maggio 1949), è un attore statunitense.

## Carriera
Dopo il completamento del corso di giornalismo televisivo "Michele Clark" alla Columbia University, sotto la guida del produttore Fred Friendly, Ron Canada ha iniziato la sua carriera come giornalista televisivo nel 1971 presso l'emittente WBAL-TV e nel 1974 ha iniziato il suo mandato di tre anni alla WJLA-TV a Washington. Per il suo lavoro nella capitale, Canada è stato nominato due volte per i Regional Emmy Awards, ricevendo il premio nel 1977. L'anno successivo ha ricevuto un AP Award.
Ha iniziato la sua carriera di attore nel 1978 e durante la transizione di carriera ha lavorato part-time come emittente per The Voice of America. Ha studiato recitazione al Folger Theatre Group sotto la guida di Franchelle Stewart Dorn. Si è trasferito da Washington a New York nel 1985 e poco dopo, nel gennaio del 1986, è diventato il secondo attore a interpretare il ruolo di "Troy Maxson" in August Wilson's Fences al The GeVa Theatre di Rochester.
Canada ha avuto una lunga carriera sia in televisione che al cinema, noto principalmente per il suo lavoro in Cinderella Man - Una ragione per lottare, 2 single a nozze - Wedding Crashers e per il suo ruolo ricorrente come Sottosegretario di Stato Ted Barrow in West Wing - Tutti gli uomini del Presidente. Nel 1996, Ron ha ricevuto il Dallas Film Critics Award e una significativa attenzione nazionale per la sua interpretazione di "Otis Payne" nel film Stella solitaria di John Sayles.
Ha interpretato il ruolo di Iago in una versione "foto negativa" dell'Otello di Shakespeare alla Shakespeare Theatre Company di Washington. Altri ruoli teatrali degni di nota includono quello di Emmet Tate in Zooman e The Sign al Signature Theatre di New York e il ruolo di Duncan Troy in Headstrong all'Ensemble Studio Theatre, che gli è valso una nomination all'Audelco Award come miglior attore non protagonista. Off-Broadway ha recitato in In Old Age nel ruolo di Azell Abernathy, al New York Theatre Workshop, e anche nello spettacolo di Broadway - Network (play) - con Bryan Cranston, Tony Goldwyn e Tatiana Maslany.

## Filmografia

### Cinema
- D.C. Cab, regia di Joel Schumacher (1983)
- Tutto quella notte (Adventures in Babysitting), regia di Chris Columbus (1987)
- Pronti a tutto (Downtown), regia di Richard Benjamin (1990)
- Tesoro, mi si è allargato il ragazzino (Honey I Blew Up the Kid), regia di Randal Kleiser (1992)
- Mamma, ho riperso l'aereo: mi sono smarrito a New York (Home Alone 2: Lost in New York), regia di Chris Columbus (1992)
- Papà ti aggiusto io! (Getting Even with Dad), regia di Howard Deutch (1994)
- L'uomo di casa (Man of the House), regia di James Orr (1995)
- Il presidente - Una storia d'amore (The American President), regia di Rob Reiner (1995)
- Stella solitaria (Lone Star), regia di John Sayles (1996)
- Bad Pinocchio (Pinocchio's Revenge), regia di Kevin S. Tenny (1996)
- In Too Deep, regia di Michael Rymer (1999)
- Il delitto Fitzgerald (The United States of Leland), regia di Matthew Ryan Hoge (2003)
- The Hunted - La preda (The Hunted), regia di William Friedkin (2003)
- La macchia umana (The Human Stain), regia di Robert Benton (2003)
- Il mistero dei Templari - National Treasure (National Treasure), regia di Jon Turteltaub (2004)
- Cinderella Man - Una ragione per lottare (Cinderella Man), regia di Ron Howard (2005)
- 2 single a nozze - Wedding Crashers (Wedding Crashers), regia di David Dobkin (2005)
- Se solo fosse vero (Just Like Heaven), regia di Mark Waters (2005)
- Ocean of Pearls, regia di Sarab Neelam (2008)
- The Haunting of Molly Hartley, regia di Mickey Liddell (2008)
- Ted 2, regia di Seth MacFarlane (2015)
- La scoperta (The Discovery), regia di Charlie McDowell (2017)
- L'uomo vuoto - The Empty Man (The Empty Man), regia di David Prior (2020)

### Televisione
- Spenser (Spenser: For Hire) – serie TV, episodio 3x13 (1988)
- Dallas – serie TV, 5 episodi (1989)
- Cin cin (Cheers) – serie TV, episodio 8x26 (1990)
- Star Trek: The Next Generation – serie TV, episodio 5x13 (1992)
- Tutti al college (A Different World) – serie TV, episodio 5x21 (1992)
- Melrose Place – serie TV, episodio 1x10 (1992)
- L.A. Law - Avvocati a Los Angeles (L.A. Law) – serie TV, episodi 7x02-7x03 (1992)
- Una famiglia come le altre (Life Goes On) – serie TV, episodio 4x15 (1993)
- Mr. Cooper (Hangin' with Mr. Cooper) – serie TV, 5 episodi (1994-1995)
- Babylon 5 – serie TV, episodio 1x19 (1994)
- Al di sopra di ogni sospetto (Above Suspicion), regia di Steven Schachter – film TV (1995)
- Ellen – serie TV, episodio 3x14 (1996)
- Star Trek: Deep Space Nine – serie TV, episodio 4x18 (1996)
- Murder One – serie TV, 6 episodi (1996)
- NYPD - New York Police Department (NYPD Blue) – serie TV, episodio 4x20 (1997)
- Due South - Due poliziotti a Chicago (Due South) – serie TV, episodio 3x07 (1997)
- Nick Fury (Nick Fury: Agent of S.H.I.E.L.D.), regia di Rod Hardy – film TV (1998)
- Felicity – serie TV, episodi 1x06 e 3x09 (1998-2000)
- Star Trek: Voyager – serie TV, episodio 5x21 (1999)
- In tribunale con Lynn (Family Law) – serie TV, episodio 1x04 (1999)
- Providence – serie TV, episodio 2x19 (2000)
- City of Angels – serie TV, 5 episodi (2000)
- X-Files (The X-Files) – serie TV, episodio 8x17 (2001)
- Night Visions – serie TV, episodio 1x07 (2001)
- Philly – serie TV, 7 episodi (2001-2002)
- One on One – serie TV, 14 episodi (2001-2004)
- Frasier – serie TV, episodio 10x01 (2002)
- Crossing Jordan – serie TV, episodio 2x06 (2002)
- CSI - Scena del crimine (CSI: Crime Scene Investigation) – serie TV, episodio 3x07 (2002)
- The Shield – serie TV, 4 episodi (2003-2004)
- West Wing - Tutti gli uomini del Presidente (The West Wing) – serie TV, 10 episodi (2003-2006)
- Jack & Bobby – serie TV, 7 episodi (2004-2005)
- Boston Legal – serie TV, 8 episodi (2006-2008)
- Weeds – serie TV, 4 episodi (2006)
- Ugly Betty – serie TV, episodi 1x03 e 2x09 (2006, 2007)
- Settimo cielo (7th Heaven) – serie TV, episodi 11x03 e 11x04 (2006)
- Brothers & Sisters - Segreti di famiglia (Brothers & Sisters) – serie TV, episodio 1x10 (2006)
- Stargate SG-1 – serie TV, episodio 10x16 (2007)
- Bones – serie TV, episodio 3x02 (2007)
- Un Natale perfetto (Snowglobe), regia di Ron Lagomarsino – film TV (2007)
- Law & Order - I due volti della giustizia (Law & Order) – serie TV, episodio 18x04 (2008)
- Numb3rs – serie TV, episodio 5x05 (2008)
- The Mentalist – serie TV, episodio 2x05 (2009)
- The Closer – serie TV, episodio 7x10 (2011)
- Blue Bloods – serie TV, episodio 4x03 (2013)
- Elementary – serie TV, episodio 2x18 (2014)
- Believe – serie TV, episodio 1x13 (2014)
- Grimm – serie TV, episodio 4x03 (2014)
- The Strain – serie TV, 6 episodi (2015)
- The Affair - Una relazione pericolosa (The Affair) – serie TV, episodio 2x04 (2015)
- Madam Secretary – serie TV, episodio 2x19 (2016)
- The Good Fight – serie TV, episodi 1x03 e 1x07 (2017)
- Designated Survivor – serie TV, episodio 2x03 (2017)
- The Orville – serie TV, episodi 1x02 e 1x07 (2017)
- Bull – serie TV, episodio 2x11 (2018)
- Seven Seconds – serie TV, 4 episodi (2018)
- Jack Ryan – serie TV, episodi 1x02 e 1x07 (2018)
- House of Cards - Gli intrighi del potere (House of Cards) – serie TV, episodi 6x02, 6x03 e 6x07 (2018)
- Law & Order - Unità vittime speciali (Law & Order: Special Victims Unit) – serie TV, un episodio (2022)

## Doppiatori italiani
Nelle versioni in italiano delle opere in cui ha recitato, Ron Canada è stato doppiato da:
- Stefano Mondini in Law & Order - I due volti della giustizia, Cinderella Man - Una ragione per lottare, Blue Bloods, The Strain, L'uomo vuoto - The Empty Man
- Michele Gammino in CSI - Scena del crimine, Designated Survivor, The Orville, Jack Ryan
- Claudio Fattoretto in Tesoro, mi si è allargato il ragazzino, 2 single a nozze - Wedding Crashers, Boston Legal
- Pietro Biondi in Bad Pinocchio, The Closer, Ted 2
- Diego Reggente in Star Trek: Deep Space Nine, The Shield
- Vittorio Di Prima in Al di là di ogni sospetto, Stella solitaria
- Mario Bombardieri in Un Natale perfetto, The Affair - Una relazione pericolosa
- Roberto Fidecaro in House of Cards - Gli intrighi del potere, The Equalizer
- Dario Penne in West Wing - Tutti gli uomini del Presidente
- Pino Ammendola in Pronti a tutto
- Saverio Indrio in Papà ti aggiusto io!
- Maurizio Scattorin in Nick Fury
- Carlo Marini in X-Files
- Goffredo Matassi in Frasier
- Paolo Buglioni in Night Visions
- Elio Zamuto in Falsa accusa
- Bruno Alessandro in Se solo fosse vero
- Sergio Matteucci in Bones
- Renato Mori in The Mentalist
- Angelo Nicotra in Bull
- Francesco Caruso Cardelli in Seven Seconds
- Alessandro Ballico in East New York